# هالیدی‌جت
هالیدی‌جت (به انگلیسی: HolidayJet) یک شرکت هواپیمایی با کد یاتا GM است که در تاریخ ۲۰۱۵ میلادی تأسیس شده است.
قطب این شرکت هواپیمایی در فرودگاه زوریخ قرار دارد و به ۱۸ مقصد، پرواز مستقیم انجام می‌دهد.

## ناوگان
شمار ناوگان هواپیمایی هالیدی‌جت به شرح زیر است:

## مقصدهای پروازی
جزایر بالئاری
- فرودگاه پالما د مایورکا

جزایر قناری
- فرودگاه گرن کناریا

کرت
- فرودگاه بین‌المللی هراکلین

قبرس
- فرودگاه بین‌المللی لارناکا

مصر
- فرودگاه بین‌المللی غردقه
- فرودگاه بین‌المللی مرسی عالم
- فرودگاه بین‌المللی شرم‌الشیخ

فنلاند
- فرودگاه کیتیلا

یونان
- فرودگاه بین‌المللی کورفو
- فرودگاه بین‌المللی جزیره کوس
- فرودگاه ملی جزیره میکناس
- فرودگاه بین‌المللی رود
- فرودگاه ملی سادورینی (تیرا)
- فرودگاه بین‌المللی زاکینثوس

سوئیس
- فرودگاه زوریخ

تونس
- فرودگاه بین‌المللی دیربا–زارزیس

ترکیه
- فرودگاه آنتالیا
- فرودگاه دالامان